# خلف خانعلی
خلف خانعلی (به گویش محلی: خَلفِ خونَلی) یکی از محله‌های قدیمی شهر یزد است. این محله از سمت جنوب به خیابان سلمان فارسی، محله زرتشتیان و چهارکوچه، از شرق به کوی مطهری و از غرب به بلوار شهید عاصی‌زاده و گود شهریاری محدود می‌شود.

## وجه تسمیه
خلف خانعلی در اصل به معنای پشت خانه علی است و احتمال می‌رود نام اولیه این محله پشت خان عمری بوده که در کتب تاریخی یزد از آن نام برده شده است. به دلیل آن که در متون تاریخی شهر یزد محله پشت خان عمری در مجاورت محله مجوسان بوده و امروزه نیز محله خلف خانعلی در کنار محله زرتشتیان قرار دارد احتمال یکی بودن این دو محله افزایش می‌یابد. ممکن است تغییر نام محله در دوره صفویه و به دلیل حساسیت‌های مذهبی صورت گرفته باشد. در جامع مفیدی از پشت خونلی به عنوان یک محله زرتشتی‌نشین نام برده شده است.

## مردم
محله خلف خانعلی از زمان‌های گذشته جزو محلات زرتشتی‌نشین به شمار می‌رفته و زرتشتیان و مسلمانان در آن باهم تعامل داشته‌اند. بناهای مذهبی زرتشتیان در این محله از جمله انجمن مرکزی زرتشتیان یزد، کتابخانه هورشت، درمهر پشت خانعلی، پیر الیاس، پیر وهن سپند و دبستان خسروی نشانه رونق و اعتبار این محله برای زرتشتیان بوده است. حمام خلف خانعلی نیز همچنان مورد استفاده زرتشتیان است. 
شغل اکثر اهالی این محله در گذشته شعربافی و جوراب‎بافی بوده است.

## مکان‌های شاخص
- دبستان خسروی
- حمام خلف خانعلی
- درمهر پشت خانعلی